# Emiliano Gómez
Emiliano Gómez Dutra (ur. 18 września 2001 w Riverze) – urugwajski piłkarz występujący na pozycji napastnika, reprezentant Urugwaju, od 2024 roku zawodnik meksykańskiej Puebli.